# Mercedes-Benz Citaro K
A Mercedes Citaro K (vagy O530 K) az EvoBus Citaro típuscsaládjának kéttengelyes, midi (10,5 m) változata. 2006-ban mutatták be.
A típus csak részben tekinthető a Mercedes-Benz Cito utódjának, mivel az 8–9,5 méteres hosszúságban volt kapható. A Citaro K ránézésre nehezen különböztethető meg a standard 12 méteres Citarótól, ráadásul alapesetben az ajtóelrendezése is hasonló (elöl és középen dupla ajtó).

## Előfordulás
A típust több német városban (pl. Mannheim, Hagen, Butzbach) használják, de Franciaországban és Lengyelországban is elterjedt.

## Képek

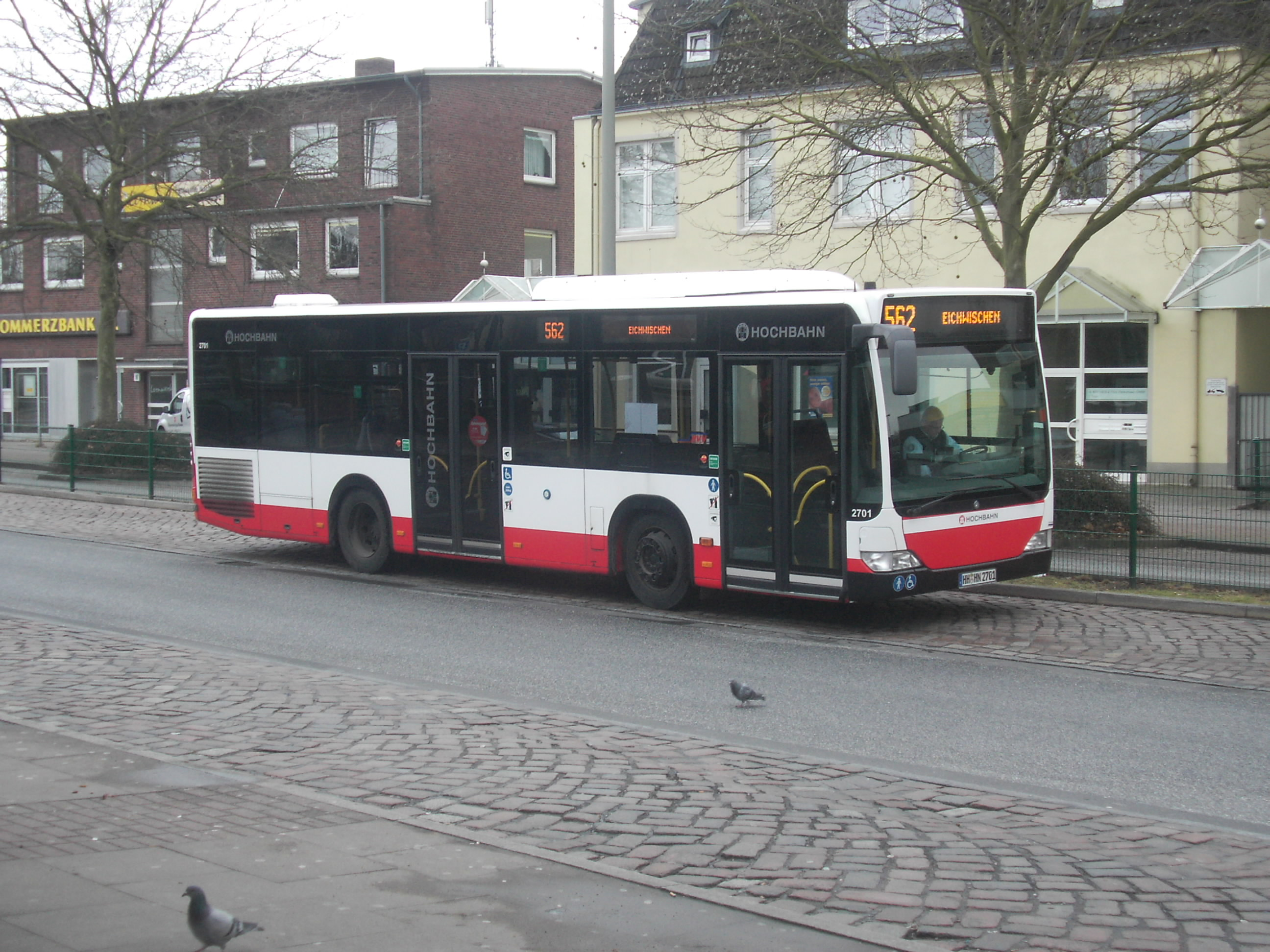
Citaro K
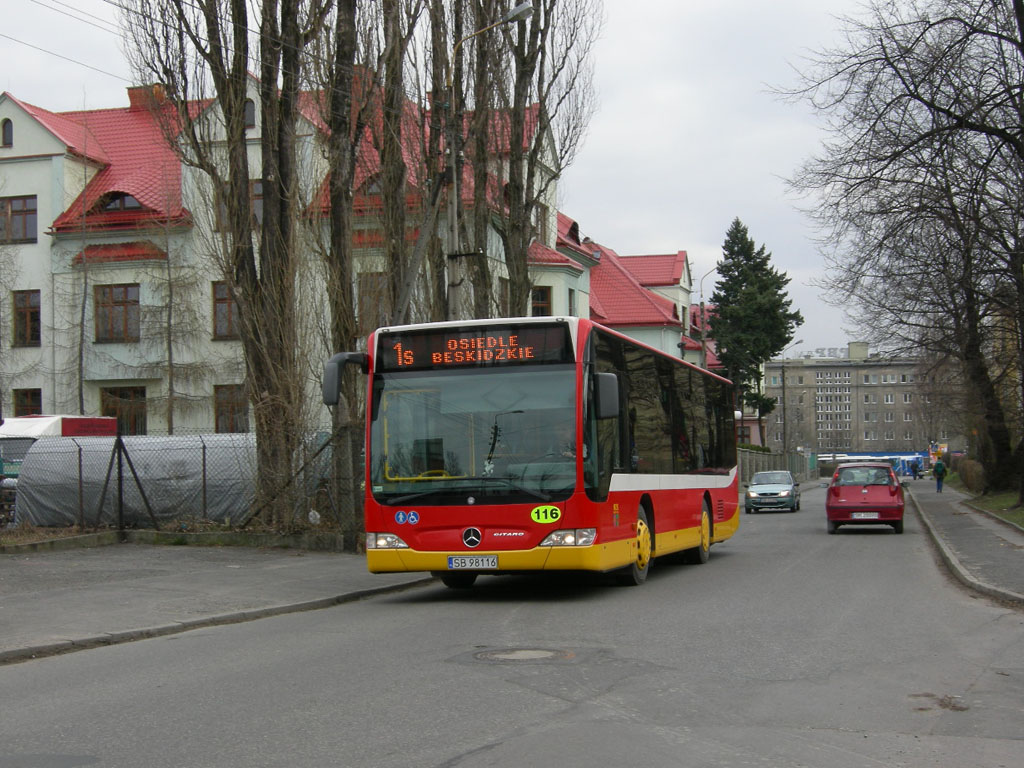
Citaro K, Bielsko-Biała

## Fordítás
- Ez a szócikk részben vagy egészben a Mercedes-Benz Citaro K című német Wikipédia-szócikk ezen változatának fordításán alapul.  Az eredeti cikk szerkesztőit annak laptörténete sorolja fel. Ez a jelzés csupán a megfogalmazás eredetét és a szerzői jogokat jelzi, nem szolgál a cikkben szereplő információk forrásmegjelöléseként.